# ت ع م+06:30
ت ع م+06:30 (بالإنجليزية: UTC+06:30)‏، هو معرف لمنطقة زمنية تقع قبل التوقيت العالمي المنسق (ت ع م) بست ساعات ونصف +06:30، و يستخدم لقياس الوقت.

## التوقيت الرسمي

### طوال السنة
- بورما
- أستراليا – يستخدم التوقيت فقط في جزر كوكس